# Ramiro Funes Mori
Ramiro Funes Mori (* 5. März 1991 in Mendoza) ist ein argentinischer Fußballspieler, der vorrangig auf der Position des Innenverteidigers eingesetzt wird. Er ist der Zwillingsbruder des beim CF Monterrey spielenden Rogelio Funes Mori.

## Karriere

### Verein
Im Sommer 2015 wechselte Funes Mori zum FC Everton, bei dem er einen Vertrag bis zum 30. Juni 2020 unterschrieb. Am 12. September 2015 debütierte er gegen Chelsea in der Premier League. Funes Mori verbuchte im Verlauf der Saison 2015/16 28 Einsätze und vier Tore.
Zur Saison 2018/19 wechselte er nach Spanien zum FC Villarreal. Ende Juli 2021 wechselte er zur Saison 2021/22 nach al-Nasr in Saudi-Arabien, wo er einen Vertrag mit einer Laufzeit von zwei Jahren mit Verlängerungsoption unterschrieb. Diese Laufzeit erfüllte er aber nicht ganz, sondern wechselte im August 2022 nach Mexiko zum CD Cruz Azul.

### Nationalmannschaft
Am 20. März 2015 feierte Funes Mori sein Debüt in der argentinischen A-Nationalmannschaft gegen El Salvador. Bei der Copa América Centenario 2016 stand er in allen sechs Spielen jeweils über die volle Spielzeit auf dem Platz. Argentinien wurde dabei nach einem gegen Chile verlorenen Elfmeterschießen Zweiter. Bei der Weltmeisterschaft 2018 in Russland gehörte er nicht zum Kader. Sein bisher letztes Länderspiel war ein Kurzzeiteinsatz beim gewonnenen Spiel um Platz 3 bei der Copa América 2019 erneut gegen Chile.